# 사카우파
사카우파(Saqqawists)는 1924년에서 1931년까지 아프가니스탄 왕국에서 활동했던 타지크인 무장반군이다. 지도자는 하비불라 칼라카니였다. 1929년 1월 아프가니스탄의 수도 카불을 장악하고 에미르국 건국을 선포했다. 이후 아프가니스탄 내전 (1928년-1929년)을 거치면서 1929년 10월 카불에서 쫓겨났고, 1931년 활동을 종료했다. 사카우파라는 이름은 지도자 칼라카니의 별명인 "바차에 사카우"에서 비롯된 것이며, "바차에 사카우"란 "물장수의 아들"을 의미한다. 칼라카니가 카불을 지배했던 1929년 1월 17일에서 1929년 10월 13일을 "사카우파 시대"라고도 부른다.
하비불라 칼라카니는 호스트 반란 (1924년–1925년) 진압에 종군하던 도중 아프간 왕립육군에서 탈영했고, 1924년부터 반정부적 활동을 시작했다. 칼라카니는 대상들을 습격하는 도적이 되었다. 이후 사이이드 후사인, 말리크 무흐신 등 동지가 모여 총 24명이 되었다. 이후 3년간 이들 일당은 산중의 땅굴망에 살면서 낮에는 강도짓을 하고 밤에는 숨어지내는 생활을 했다.
1928년 11월, 잘랄라바드에서 신와리 부족이 반란을 일으키자 사카우파가 자발알시라지를 공격함으로써 내전이 시작되었다. 1월 17일 사카우파는 카불을 함락시켰다. 1929년 10월 일련의 격렬한 전투 끝에 근왕군이 카불을 탈환했고, 사카우파는 아르그로 밀려났다. 1929년 10월 13일, 모하메드 나디르 칸의 군대가 아르그를 함락시키면서 사카우파의 난은 분쇄되었다. 사카우파들은 나디르가 왕이 된 뒤 다시 봉기를 시도했으나(쿠히스탄 반란) 1주일만에 진압되었다. 사카우파의 마지막 거점인 헤라트는 1931년 정부군에게 함락되었다.
사카우파는 타지크인들 사이에서 광범위한 지지를 받았다. 칼라카니는 스스로를 “이슬람의 수호자”라고 선언했으며, 무슬림 보수주의자들 사이에서도 어느 정도 지지를 받았다. 사카우파의 1929년 1월 카불 공격은 아마눌라 칸의 개혁에 불만을 품었던 종교인들의 지지를 받았다. 하지만 일개 산적이었던 칼라카니는 국가원수를 할 만한 역량이 없었고, 카불을 함락시키고 권력을 잡자마자 보수주의자들의 지지를 잃어버렸다.
사카우파는 카불을 함락시킨 뒤에도 국제적으로 인정받지 못했고, 대신 바스마시 운동과 손을 잡아 바스마시가 북아프간에서 활동할 수 있게 해 주었다. 이것은 우르타타가이 분쟁 (1925년-1926년)의 결과 소련과 맺었던 상호우호협약에서 약속된, 아프간 측이 바스마시의 국경 노략질을 단속해야 한다는 의무조항을 파기하는 행위였다.
사카우파 군대는 내전 도중 다수의 강간과 약탈을 자행했다.